# Pauls Kaņeps
Pauls Kaņeps (* 14. November 1911; † 9. November 2006 in Elgin) war ein lettischer Skilangläufer.
Kaņeps nahm an den Olympischen Winterspielen 1936 in Garmisch-Partenkirchen teil. Dabei belegte er den 50. Platz über 18 km und den 13. Rang mit der Staffel. Den Lauf über 50 km beendete er vorzeitig. Bei den nordischen Skiweltmeisterschaften 1938 in Lahti kam er auf den 170. Platz über 18 km und auf den 11. Rang mit der Staffel.